# Peter Vidmar
Peter Glen Vidmar (ur. 3 czerwca 1961 w Los Angeles) – amerykański gimnastyk. Trzykrotny medalista olimpijski z Los Angeles.
Zawody w 1984 były jego jedynymi igrzyskami, choć znajdował się w składzie amerykańskiej reprezentacji przed IO 80. Pod nieobecność części sportowców z tzw. Bloku Wschodniego - w tym radzieckich gimnastyków - sięgnął po złoto w drużynie i koniu z łękami, był drugi w wieloboju - pokonał go jedynie Kōji Gushiken. Zdobywał tytuły mistrza Stanów Zjednoczonych, w tym w wieloboju (1980 i 1982). Zwyciężał w NCAA.
W 1998 został uhonorowany miejscem w Hall of Fame Gimnastyki.